# Riggiola
Le riggiole (dal napoletano ’a riggiola) sono un tipo di mattonella in ceramica spesso maiolicata e decorata a mano, tipiche della zona di Sorrento e Amalfi, utilizzata sia per rivestire pavimenti sia per il rivestimento di pareti.
Il termine è sinonimo di piastrella o mattonella ('a riggiol in napoletano); l'addetto alla posa (piastrellista) in napoletano si chiama infatti riggiularo.
L'etimologia del termine è incerta.
Le riggiole utilizzate sia come elementi decorativi, sia combinate ad arte per decorare un pavimento o un ambiente della casa. Tale produzione di piastrelle impegna molte realtà produttive artigianali o semi-industriali anche nella zona di Vietri sul Mare, Cava de' Tirreni e Nocera Superiore. Le riggiole si usano sia per pavimenti che per rivestimenti; hanno un buon coefficiente di resistenza agli urti permettendo quindi un'ottima resa nel tempo.